# David Hammons (Künstler)
David Hammons (* 24. Juli 1943 in Springfield, Illinois) ist ein US-amerikanischer Künstler aus New York.
Geprägt durch die Bürgerrechtsbewegung der 1960er und 1970er Jahre, spricht Hammons in seinen Werken immer wieder politische, soziale und ökonomische Missstände an. Erst spät von der Kunstwelt wahrgenommen, wurde er u. a. durch sein Gemälde eines weißgesichtigen Jesse Jackson 1989 und seine Teilnahme an der Documenta IX 1992 bekannt.
Verwurzelt in der schwarzen urbanen Kultur Amerikas bedeutet die Straße für David Hammons seine wichtigste Inspirationsquelle. Eine seiner Arbeiten ist der „Bliz-aard Ball Sale“, 1983, bei dem er als Straßenhändler in New York Schneebälle in verschiedenen Größen feil bietet. Hühnerkeulen, Drahtspulen, Scherben, Dung und Spaten deklariert er zu Kunstwerken, ob es nun Haare aus Friseursalons sind, Eisblöcke, die in Galerieräumen auftauen, oder Basketbälle, die er auf Papierbahnen wirft, wo der Staub Harlems Zeichnungen hinterlässt. Durch die bewusste Wahl von Fundgegenständen und billigen Materialien greift er unter anderem auf Strategien der Arte Povera zurück, die denn auch eine der Kunstrichtungen darstellt, in deren Tradition er sich sieht.
Seine Arbeiten wurden seit den späten 1970er Jahren weltweit ausgestellt, dazu gehören Einzelausstellungen bei Hauser & Wirth in Zürich (2003), in der Kunsthalle Bern (1998), im Salzburger Kunstverein (1995), im Illinois State Museum, Springfield (1993), im San Francisco Museum of Modern Art (1993), in der American Academy in Rome (zusammen mit Jannis Kounellis, 1992), im PS1 Museum of Contemporary Art (1990).
2007 nahm er bei Skulptur.Projekte in Münster teil.
David Hammons hat 1991 das MacArthur Fellowship erhalten und wurde 2008 in die American Academy of Arts and Sciences gewählt. Zudem ist er Prix-de-Rome-Preisträger.